# Arbana Xharra
Arbana Xharra, är en kosovansk journalist och politiker.
Xharra är en undersökande journalist som rapporterat om religiös extremism i Kosovo som en följd av det tidigare socialistiska styret. Hon undersökte grupper i Kosovo som arbetade med att etablera verksamhet i regionen och avslöjade både finansiella och organisatoriska kopplingar till utländska terrororganisationer.
Xharra fick motta hot om åtal efter en granskning av statliga företaget Telecom of Kosovo och det väckte internationella reaktioner och kritik mot landets syn på yttrandefrihet och pressfrihet.
År 2015 tilldelades Xharra International Women of Courage Award.
Xharra bytte sin journalistiska bana mot den som politiker genom att ansluta sig till PDK (The Democratic Party of Kosovo) år 2017 något som ledde till att hon några dagar senare misshandlades på en parkeringsplats i Pristina.